# Heller Gábor
Heller Gábor (Budapest, 1954. július 27. –) forgatókönyvíró, a 2010-ben indított Bónusz Brigád közösségi vásárló portál egyik alapítója és társtulajdonosa.

## Pályafutása
Heller Gábor 1980-tól 20 évig az Egyesült Államokban élt, ahol taxisofőrként kezdte pályafutását New Yorkban. Dolgozott filmekben, többször volt társproducer és két forgatókönyvet is eladott hollywoodi produkcióknak. 1994-től a Young and Rubicam reklámügynökség art directora.
2000-ben visszatelepült Magyarországra. Ugyanebben az évben kifejlesztett egy akkor nemzetközileg is újdonságnak számító sms alapú társkereső szolgáltatást, aminek a licencét az egykori Westel 900 mobilszolgáltató szerezte meg és működtette „Kapcsolatjáték” néven.
Ugyanebben az évben az M1 csatornán Kepes András vezetésével indult Oázis című kulturális műsor művészeti vezetője, írója. A műsorral párhuzamosan indult weboldal (kepes.hu) szerkesztője.
2000 és 2010 között az RTL Klub Esti Showder Fábry Sándorral című műsorának kreatív konzultánsa.
A 2005-ben bemutatott, viharos sikerű Csak szex és más semmi társ-forgatókönyvírója és társproducere, rendező Goda Krisztina. 
2006-ban a Magyar Filmszemle Forgatókönyvírói díjának nyertese.
Forgatókönyvírója a Nap utcai fiúk című 2007-ben készült játékfilmnek, amelynek rendezője Szomjas György.
2007-ben egy barátjával megalapította az első, kizárólag bűnügyi regényeket publikáló kiadót, a Krimiklub.hu-t.
2007-ben a 38. Magyar Filmszemle zsűritagja.
2009 – az Extra– Kultúrháttér című kulturális háttérmagazin producere, amely tematizált adásaiban különleges kulturális jelenségekre hívta fel a figyelmet.
2010-ben Kaprinay Zoltánnal közösen megalapította a Bónusz Brigádot.
2012-ben a Nejem, nőm, csajom című romantikus magyar vígjáték dramaturgja.
Szereplőként megjelent a Mr. Universe című filmben (1988), valamint a Dunafilm c. dokumentumfilmben (2011).

## Magánélete
Felesége Heller Edina fejlesztő pedagógus. Gyermekei, Heller Léna és Heller Leó 2004. december 15-én születtek.

## Külső hivatkozások
- PORT.hu
- bonuszbrigad.hu
- Gábor Heller IMDb
- Gabriel Heller IMDb